# Ricardo Cardona
Ricardo Cardona, né le 9 novembre 1952 à San Basilio de Palenque et mort le 11 octobre 2015 à Barranquilla, est un boxeur colombien .

## Carrière
Champion de Colombie des poids super-coqs en 1976, il devient championnat du monde WBA de la catégorie le 7 mai 1978 après sa victoire par arrêt de l’arbitre au 12e round contre Soo Hwan Hong. Cardona conserve à cinq reprises ce titre WBA avant d'en être dépossédé par l'américain Leo Randolph le 4 mai 1980.